# Takin’ the Duke Out
Takin’ the Duke Out ist ein Jazzalbum von Dom Minasi. Die am 23. April 2001 bei einem Konzert in der Knitting Factory, New York City, entstandenen Aufnahmen erschienen 2002 auf CDM Records.

## Hintergrund
Neben dem Quartettalbum Time Will Tell (mit Tomas Ulrich (Cello), Ken Filiano (Bass) und John Bollinger am Schlagzeug) nahm der Gitarrist Dom Minasi auch das Trioalbum Takin’ the Duke Out auf; es enthält ausschließlich Kompositionen aus dem Repertoire von Duke Ellington. Mit Dom Minasi spielten Ken Filiano (Bass) und Jackson Krall (Schlagzeug). Mit dem im Juni 2002 entstandenen Standards-Album Goin’ Out Again setzten die drei Musiker ihre Zusammenarbeit fort.

## Titelliste
- Dom Minasi: Takin’ the Duke Out (CDM 1001)[1]

1. Satin Doll (Duke Ellington/Johnny Mercer/Billy Strayhorn) 9:46
2. Don’t Get Around Any More (Duke Ellington/Bob Russell) 8:55
3. I Got It Bad and That Ain’t Good (Duke Ellington/Paul Webster) 6:52
4. Take the “A” Train (Billy Strayhorn) 13:47
5. Solitude (Duke Ellington/Eddie DeLange/Irving Mills) 4:25
6. It Don’t Mean a Thing If I Ain’t Got That Swing (Duke Ellington/Irving Mills)  10:07

## Rezeption

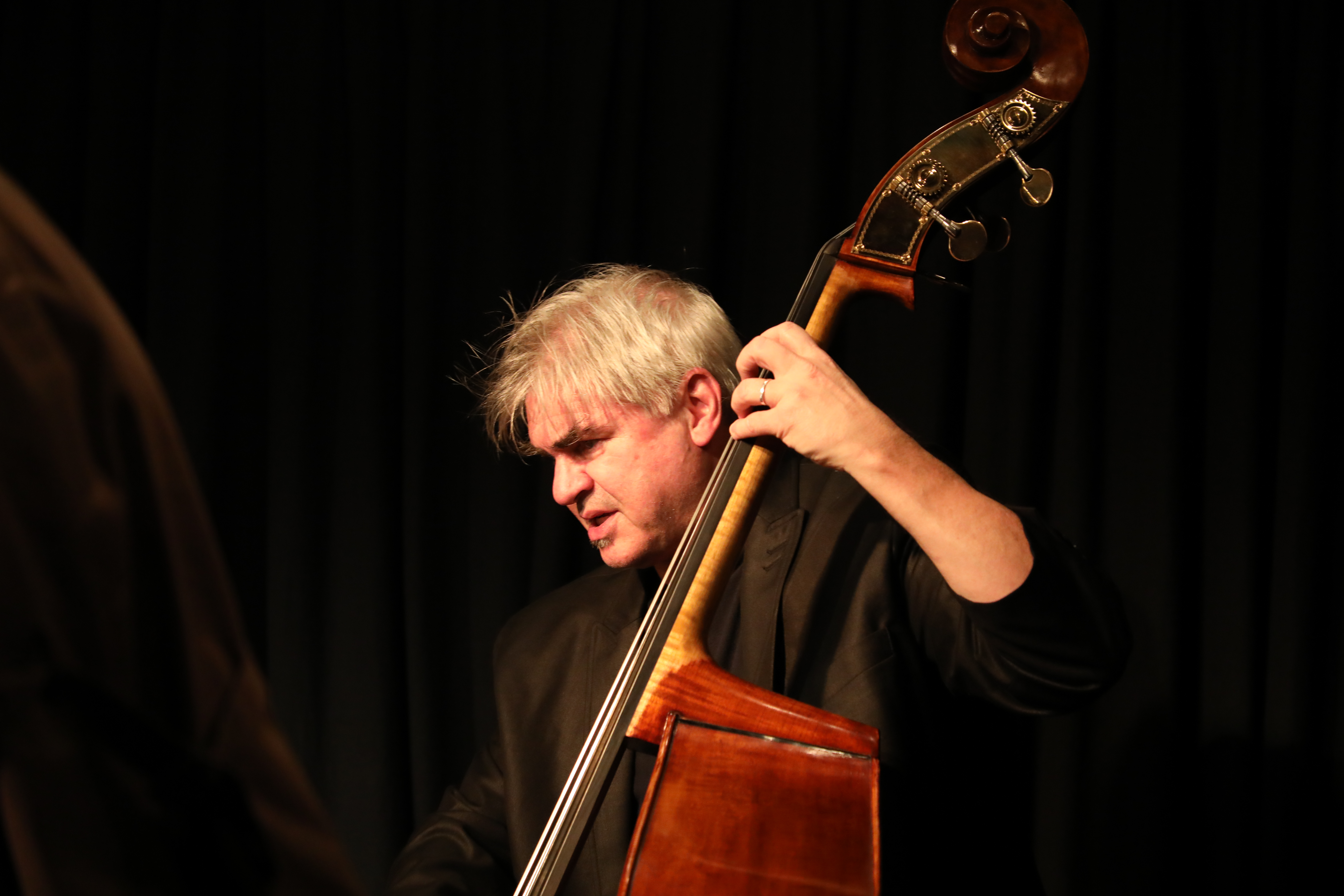
Ken Filiano mit The Fictive Five um Larry Ochs beim Konzert im club W71, Weikersheim. (2019)

David R. Adler verlieh dem Album in Allmusic drei Sterne und schrieb, Bassist Ken Filiano und Schlagzeuger Jackson Krall würden gemeinsam mit Minasi die harmonischen Grundlagen von sechs von Ellingtons bekanntesten Songs zerlegen, beginnend mit „Satin Doll“ und endend mit „It Don’t Mean a Thing“. Orthodoxe Ellington-Fans würden dabei in den Wahnsinn getrieben, und das vielleicht aus gutem Grund – sobald Minasi erst einmal loslege, schenke er den Veränderungen überhaupt keine Beachtung, sondern gebe stattdessen schnelle Klangwirbel von sich, die austauschbar und nebensächlich wirken können. Seine dissonanten Interpretationen dieser Melodien seien jedoch oft aufschlussreich, und die Art und Weise, wie er konventionelle und avantgardistische Jazzgitarrentraditionen verbinde, faszinierend, insbesondere bei seiner unbegleiteten Interpretation von „Solitude“. Manche mögen diese Ellington-Hommage geradezu respektlos finden, aber Hommagen an verstorbene Meister klingen allzu oft wie das akustische Äquivalent einer Hausarbeit. Zumindest habe Minasi etwas anderes versucht.
Nach Ansicht von Mark F. Turner, der das Album in All About Jazz rezensierte, habe Minasi das Ellington-Material mithilfe seines talentierten Trios in seine ganz eigenen Ideen verwandelt. Die Auswahl werde von dem Künstler mit größtem Respekt behandelt, aber auf einzigartige Weise neu dargestellt; an vielen Stellen seien die beliebten Ellington-Songs von ihrem melodischen Ursprung her überhaupt nicht wiederzuerkennen. Für viele Fans mag das beunruhigend sein, aber diejenigen, die aufgeschlossen für Experimente sind, würden mit einem Trio verwöhnt, das mit Können, Intensität und Spontaneität auftrete. Ein Paradebeispiel dafür sei die Meisterleistung „Take the A Train“. Das gesamte Konzept würde innerhalb der Dynamik des Live-Settings und eines talentierten Trios funktionieren, das den Mut hat, sich der Musik des großen Duke Ellington auf seine eigene Weise zu nähern.
Das Trio sei wirklich nicht daran interessiert, den inneren Raum dieser Melodien zu erkunden, schrieb Aaron Steinberg in JazzTimes; vielmehr würden Minasi und Co. Fragmente und verzerrte Passagen des bekannten Ellingtonia in ihre langen, düsteren, freien Improvisationen verweben und den großen Ellington als Mann der Gegenwart darstellen, anstatt ihn nur einfach als musikalisches Vorbild zu betrachten. Aber Minasi sei letztlich kein so überzeugter Avantgardist, dass er nicht eine respektvolle Solo-Interpretation von „Solitude“ anbieten könnte, bevor er fertig ist.